# یواس‌اس رابرت ای پری (اف‌اف-۱۰۷۳)
یواس‌اس رابرت ای پری (اف‌اف-۱۰۷۳) (به انگلیسی: USS Robert E. Peary (FF-1073)) یک کشتی بود که طول آن ۴۳۸ فوت (۱۳۴ متر) بود. این کشتی در سال ۱۹۷۱ ساخته شد.